# ویسمانسدورف
ویسمانسدورف (به آلمانی: Wißmannsdorf) یک شهر در آلمان است که در بیتبورگ-پروم واقع شده‌است.